# Władisław Kazamanow
Władisław Konstantinowicz Kazamanow, ros. Владислав Константинович Казаманов (ur. 9 maja 1999 w Dmitrowie) – rosyjski hokeista.

## Kariera
- Dinamo Moskwa do lat 16 (2014–2015)
- Dinamo Moskwa do lat 17 (2015–2016)
- Dinamo Moskwa do lat 18 (2016–2017)
- HK MWD Bałaszycha (2016–2017)
- MHK Dinamo Moskwa (2017–2019)
- Buran Woroneż (2018–2019)
- Dinamo Twer (2019–2020)
- Dinamo Krasnogorsk (2020–2021)
- HK Tambow (2021)
- Cracovia (2022)
- Jermak Angarsk (2022-)

Wychowanek DJuSSz w rodzinnym Dmitrowie. Później rozwijał karierę w drużynach juniorskich Dinama Moskwa i stowarzyszonych z tym klubem, w tym w lidze juniorskiej MHL oraz seniorskich WHL. Pod koniec stycznia 2022 ogłoszono jego angaż w zespole Cracovii w Polskiej Hokej Lidze. Po sezonie 2021/2022 odszedł z klubu. Przed sezonem 2022/2023 przeszedł do Jermaka Angarsk.

## Sukcesy
Reprezentacyjne
- Srebrny medal mistrzostw świata juniorów do lat 17: 2016

Klubowe
- Puchar Kontynentalny: 2022 z Cracovią